# Robinsonia punctata
Robinsonia punctata là một loài bướm đêm thuộc phân họ Arctiinae, họ Erebidae.